# Уединение (остров)
Остров Уединение (на руски: Уединения остров) е остров в централната част на Карско море, влизащ административно в състава на Красноярски край на Русия. Площ около 20 km2, максимална височина 27 m, разположена в гозападната му част. Изграден е от ронливи пясъчни наслаги. Покрит с тундрова растителност. Открит е на 26 август 1878 г. от норвежкия китоловец капитан Едуард Холм Йоханесен и поради отдалечеността му от друга близка суша е наименуван от него Уединение. В край на август 1914 г. е вторично открит и топографски заснет от видния норвежки полярен изследовател Ото Свердруп.
От 1934 до 1996 г. на западното му крайбрежие функционира полярна станция. На 8 септември 1942 г., по време на Втората световна война, полярната станция е нападната от немската подводница U-251, но не е напълно унищожена. Това е един от последните набези на Кригсмарине в хода на операция „Вундерланд“.

## Топографска карта
- Лист от карта T-44-XXII,XXIII,XXIV полярн. ст. Уединения. Мащаб: 1 : 200 000. Състояние на местността към 1957 год.